# Vila Nova Futebol Clube
El Vila Nova Futebol Clube és un club de futbol brasiler de la ciutat de Goiânia a l'estat de Goiás.

## Història
El club va ser fundat el 29 de juliol de 1943 amb el nom de Vila Nova Futebol Clube. Tres anys més tard, el 1946, canvià el nom a Operário. El 1949 canvià de nou a Araguaia, el 1950 a Fênix Futebol Clube i el 1955 retornà a Vila Nova Futebol Clube.

## Palmarès

### Futbol
- Tercera divisió del campionat brasiler:
  - 1996
- Campionat goiano:
  - 1961, 1962, 1963, 1969, 1973, 1977, 1978, 1979, 1980, 1982, 1984, 1993, 1995, 2001, 2005
- Campionat goiano de segona divisió:
  - 2000
- Copa Goiás: 
  - 1969, 1971, 1976
- Taça Cidade de Goiânia:
  - 1961, 1962, 1972
- Taça Goiás:
  - 1966

### Basquetbol
- Copa Sud-americana de bàsquet:
  - 1973, 1974
- Taça Brasil:
  - 1973
- Taça Ivan Raposo: 
  - 1973